# Мясникова, Лидия Владимировна
Лидия Владимировна Мяснико́ва (1911—2005) — советская российская оперная певица (меццо-сопрано). Народная артистка СССР (1960).

## Биография
Лидия Мясникова родилась 8 (21) сентября 1911 года в Томске.
Окончила среднюю школу № 2, затем Томский музыкальный техникум (ныне Томский музыкальный колледж имени Э. В. Денисова) и в 1939 году Ленинградскую консерваторию им. Н. А. Римского-Корсакова, ученица М. И. Бриан. В 1939—1941 годах занималась там же в аспирантуре.
В 1942—1944 годах — солистка Всесоюзного гастрольно-концертного объединения (ВГКО) (Томск).
В 1945—1982 годах — солистка Новосибирского театра оперы и балета.
Выступала как концертная певица. Камерный репертуар был разнообразен и охватывал произведения как русской классики (П. Булахов, А. Гурилев, С. Рахманинов), так и европейской (Э. Григ, Ф. Шуберт), исполняла сочинения современных композиторов – Ю. А. Шапорина, Ю. С. Мейтуса, Т. Н. Хренникова, русские народные песни.
Гастролировала за рубежом в Чехословакии в 1959 году.
С 1966 по 1994 год преподавала в Новосибирской консерватории им. М. И. Глинки, с 1981 года — профессор. Среди учеников – народная артистка Якутии (2000) Н. Н. Чигирёва, народная артистка Украины Т. А. Лагунова, народная артистка России (2004) Т. С. Агапова.
Певице посвящён фильм: «Поёт Лидия Мясникова» (1964).
Лидия Владимировна Мясникова умерла 14 января 2005 года в Новосибирске. Похоронена в колумбарии Новосибирского крематория.

## Награды и звания
- Заслуженная артистка РСФСР (1951)
- Народная артистка РСФСР (1955)
- Народная артистка СССР (1960)
- Орден Трудового Красного Знамени (1967)
- Почётный гражданин Новосибирска (1983)[7].

## Партии
- Кармен («Кармен» Ж. Бизе)  (дебют)
- Марфа («Хованщина» М. П. Мусоргского)
- Любаша («Царская невеста» Н. А. Римского-Корсакова)
- Амнерис («Аида» Дж. Верди)
- Азучена («Трубадур» Дж. Верди)
- Эболи («Дон Карлос» Дж. Верди)
- Аксинья («Тихий Дон» И. И. Дзержинского)
- Полина, Графиня («Пиковая дама» П. И. Чайковского)
- Дьячиха («Её падчерица» Л. Яначека) (впервые в России, 1958)
- Любовь («Мазепа» П. И. Чайковского)
- Гертруда («Бан Банк» Ф. Эркеля) (впервые в России)
- Марина Мнишек («Борис Годунов» М. П. Мусоргского)
- Аксинья («В бурю» Т. Н. Хренникова)
- Одарка (* «Запорожец за Дунаем» С. С. Гулак-Артемовского)
- Солоха («Черевички» П. И. Чайковского)
- Графиня («Октябрь» В. И. Мурадели)
- Княгиня («Чародейка» П. И. Чайковского)
- Мать («Севастополь» В. И. Рубина)

## Память
- В честь певицы названа улица в Калининском районе Новосибирска.
- В её честь названа аудитория в Новосибирской консерватории.
- В 2008 году состоялся Первый межрегиональный конкурс академического пения имени Л. В. Мясниковой.
- В 1983 году певица стала пятым за 90-летнюю историю Новосибирска почётным гражданином города.
- В память о певице была издана книга-монография «Лидия Мясникова: Жизнь и сценическая деятельность» Н. Головневой, доцентом Новосибирской консерватории.